# Навкратіс

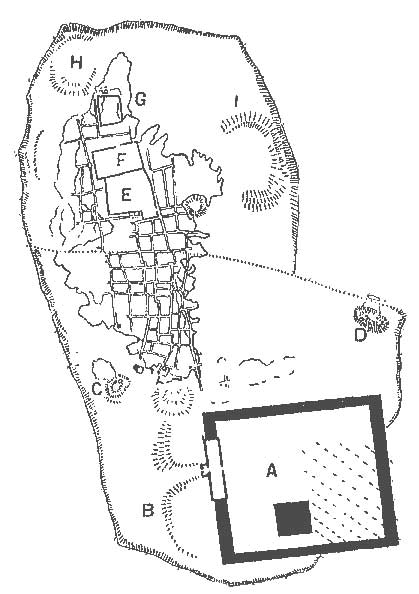
Схема міського планування Навкратіса

Навкратіс, також Навкратида, Навкратія (грец. Ναύκρατις від грец. ναυκρατέω — «панувати на морі») — давньогрецька колонія на заході від дельти Нілу, на його Канопському рукаві, за 80 км від Александрії. Єдиний пункт в Єгипті, де греки могли вести торгівлю.
За даними Геродота місто засноване за правління фараона XXVI династії Амасіса II і одразу ж стало мало не єдиним портом для іноземців. За Страбоном, місто засноване вихідцями з Мілету за правління фараона Псамметиха тієї ж XXVI династії близько 560 до н. е. За даними археологічних розкопок, грецький поліс існував на цій локації з VII століття до н. е. й першими його поселенцями були коринфяни.
У Навкратісі народились Філарх, Юлій Поллукс, Афіней . Останній зображує жителів Навкратіса надзвичайно відданими культу Афродіти.
Руїни Навкратіса — Храми Аполлона, Зевса, Паллади, палестра, цитадель, фабрика амулетів тощо — відкриті в 1884-85 роках Фліндерсом Петрі, поблизу Небіре, на березі каналу Абу-Дібаба, приблизно за 75 км на південь від Александрії.